# 岸元良輔
岸元 良輔（きしもと りょうすけ、1953年 - ）は、日本の哺乳類研究者。NPO法人信州ツキノワグマ研究会代表。

## 人物
1953年、兵庫県で生まれる。信州大学教育学部卒業。大阪市立大学理学研究科後期博士課程修了。理学博士。飯田市美術博物館生物担当学芸員、長野県生活環境部自然保護研究所建設担当、長野県自然保護研究所研究員を経て、2004年より長野県環境保全研究所・主任研究員となり、2012年から2013年に同研究所・自然環境部長を務めた。専門は哺乳類の生態学。とくにニホンカモシカの社会生態を研究しており、長野県の特定鳥獣保護管理計画にもとづくカモシカやツキノワグマなどの捕獲個体のモニタリングを行っている。主な著書は『カモシカ 氷河期を生きた動物』（共著、信濃毎日新聞社）、『ニホンカモシカーフィールドウォッチング』（飯田市美術博物館）ほか。

## 著書
- 岸本良輔 著、大町山岳博物館 編『カモシカ : 氷河期を生きた動物』信濃毎日新聞社、1991年。ISBN 478409122X。[要検証 – ノート]
- 岸本良輔『ニホンカモシカ : フィールドウォッチング』飯田市美術博物館、1992年。[要検証 – ノート]

## 論文
- Ryosuke Kishimoto (1988). “Age and Sex Determination of the Japanese Serow Capricornis crispus in the Field Study”. Journal of the Mammalogical Society of Japan (Mammalogical Society of Japan) 13 (1):  51-58.
- 仲谷淳, 岸元良輔「哺乳類における子どもの分散の性差」『哺乳類科学』第28巻第2号、日本哺乳類学会、1988年、75-79頁、ISSN 0385-437X。
- 岸元良輔「秋田市仁別と長野県下伊那郡野底山におけるニホンカモシカの配偶関係」『飯田市美術博物館研究紀要』第1巻、飯田市美術博物館、1990年、51-57頁、ISSN 13412086、NAID 110008434379。
- 岸元良輔「飯田市上久堅の農業用水池におけるゲンゴロウのcybister japonicus生息状況」『飯田市美術博物館 研究紀要』第2巻、飯田市美術博物館、1991年、3-8頁、doi:10.20807/icmrb.2.0_3_2、ISSN 1341-2086、NAID 110008434424。
- 岸元良輔「下伊那における鳥類3種の鳴き声頻度の季節変化 (短報)」『飯田市美術博物館 研究紀要』第3巻、飯田市美術博物館、1992年、171-174頁、doi:10.20807/icmrb.3.0_171、ISSN 1341-2086、NAID 110008434463。
- 岸元良輔「カモシカの社会構造と食害問題」『森林科学』第11巻、日本森林学会、1994年、26-32頁、ISSN 0917-1908。
- 岸元良輔「ニホンカモシカにおける特定鳥獣保護管理計画の実施状況と課題」『哺乳類科学』増刊号第3号、日本哺乳類学会、1994年、25-29頁、ISSN 0385-437X。
- 村松武, 岸元良輔「ガラス積層立体地図について」『飯田市美術博物館 研究紀要』第4巻、飯田市美術博物館、1994年、125-130頁、doi:10.20807/icmrb.4.0_125、ISSN 1341-2086、NAID 110008434518。
- 北城節雄, 井原道夫, 牧内博, 古松隆明, 木下進, 岸元良輔「飯田市におけるギフチョウの食草調査からみた生息分布」『飯田市美術博物館 研究紀要』第5巻、飯田市美術博物館、1995年、99-106頁、doi:10.20807/icmrb.5.0_99、ISSN 1341-2086、NAID 110008434486。
- 岸元良輔「飯田市三穂および千代におけるゲンゴロウCybister japonicusの生息状況と行動観察 (短報)」『飯田市美術博物館 研究紀要』第5巻、飯田市美術博物館、1995年、107-112頁、doi:10.20807/icmrb.5.0_107、ISSN 1341-2086、NAID 110008434488。
- Ryosuke Kishimoto & Takeo Kawamichi (1996). “Territoriality and monogamous pairs in a solitary ungulate, the Japanese serow, Capricornis crispus”. Animal Behaviour (Association for the Study of Animal Behaviour) 52 (4):  673-682.
- 岸元良輔「平成15（2003）年度におけるカモシカの特定鳥獣保護管理計画に基づく胃内容物分析」『長野県環境保全研究所研究報告』第2巻、長野県環境保全研究所、2006年、101-104頁、ISSN 1880-179X。
- 岸元良輔, 佐藤繁「長野県ツキノワグマ保護管理計画における生息数のモニタリングとその課題」『哺乳類科学』第48巻第1号、日本哺乳類学会、2008年、73-81頁、ISSN 0385-437X。
- 尾関雅章, 岸元良輔「霧ヶ峰におけるニホンジカによる植生への影響：ニッコウキスゲ・ユウスゲの被食圧」『長野県環境保全研究所研究報告』第5巻、長野県環境保全研究所、2009年、21-25頁、ISSN 1880-179X。
- Yukari Shimatani, Yuko Fukue, Ryosuke Kishimoto, Ryuichi Masuda (2010). “Genetic Variation and Population Structure of the Feral American Mink (Neovison vison) in Nagano, Japan, Revealed by Microsatellite Analysis”. Mammal Study (Mammalogical Society of Japan) 35 (1):  1-7.
- Ken Yoshimura, Yuko Fukue, Ryosuke Kishimoto, Junji Shindo, Ikuo Kageyama (2014). “Comparative Morphology of the Lingual Papillae and Their Connective Tissue Cores in the Tongue of the American Mink, Neovison vison”. Zoological Science (Zoological Society of Japan) 31 (5):  292-299.
- 岸元良輔「ニホンカモシカの生態的特徴とその保護管理」『樹木医学研究』第24巻第1号、樹木医学会、2020年、59-65頁、ISSN 1344-0268。
- 常田邦彦, 山田雄作, 安田雅俊, 三浦貴弘, 岸元良輔「カモシカ保護管理の新たな展開に向けた現状認識と課題」『哺乳類科学』第60巻第1号、日本哺乳類学会、2020年、141-143頁、ISSN 0385-437X。
- 南正人, 竹下毅, 近清弘晃, 須田千鶴, 井上孝大, 岸元良輔「シカ用くくり罠による錯誤捕獲がカモシカに与える影響 ―浅間山カモシカ研究会―」『自然保護助成基金助成成果報告書』第29巻、自然保護助成基金、2020年、103-117頁、ISSN 2432-0943。
- 南正人, 竹下毅, 大塚里沙, 須田千鶴, 近清弘晃, 井上孝大, 岸元良輔「シカ捕獲用くくりわなによる錯誤捕獲がカモシカに与える影響（2020年） ―浅間山カモシカ研究会―」『自然保護助成基金助成成果報告書』第30巻、自然保護助成基金、2021年、25-39頁、ISSN 2432-0943。
- 南正人, 竹下毅, 長崎亜湖, 大塚里沙, 須田千鶴, 近清弘晃, 井上孝大, 岸元良輔, 塚田英晴「14回錯誤捕獲され負傷したニホンカモシカ（Capricornis crispus）」『哺乳類科学』第62巻第2号、日本哺乳類学会、2022年、119頁、ISSN 0385-437X。

## 関連人物
- 林秀剛（信州ツキノワグマ研究会初代代表）
- 泉山茂之（信州ツキノワグマ研究会2代代表）